# Grand-Sart
Grand-Sart is een gehucht in de gemeente Lierneux in de Belgische provincie Luik.
Grand-Sart ligt in het oosten van deelgemeente Lierneux, vier kilometer ten zuidoosten van het dorpscentrum van Lierneux. Een halve kilometer ten zuiden, ligt het gehucht Petit-Sart, slechts van Grand-Sart gescheiden door een riviertje, de ruisseau d'Asset, die hier in de Golnay vloeit. Petit-Sart, of het geheel van de twee gehuchten samen, worden soms ook wel kortweg Sart genoemd.

## Geschiedenis
Op de Ferrariskaart uit de jaren 1770 is op deze plaats een gehucht weergeven, gelegen in een zuidelijke uitloper van het grondgebied van het het Principauté de Stavelo (Prinsdom Stavelot-Malmedy). De kaart geeft ten zuiden ook het dorp Petit-Sart weer, maar vermeldt voor beide plaatsen de naam Sart. De naam Petit Sart staat foutief in het noorden, ter hoogte van Grand-Sart, vermeld.
Op het eind van het ancien régime, toen tijdens de Franse bezetting op het eind van de 18de eeuw de gemeenten werden gecreëerd, werd de plaats ondergebracht in de gemeente Lierneux.
Op de Atlas der Buurtwegen uit 1841 en de Vandermaelenkaart uit het midden van de 19de eeuw staat de plaats vermeld als het gehucht Grand Sart en Grand-Sart.

## Bezienswaardigheden
- Net ten noord van Grand-Sart bevindt zich een oorlogsmonument ter ere van het Amerikaans leger en het Belgische verzet in de Tweede Wereldoorlog.[1]

Deelgemeenten: Arbrefontaine · Bra · Lierneux

Overige plaatsen: Amcômont · Baneux · La Chapelle · Erria · La Falize · Floret · Gernechamps · Grand-Heid · Grand-Sart · Hierlot · Jevigné · Lansival · Menil · Odrimont · Petit-Sart · Reharmont · Trou-de-Bra · Verleumont · Villettes

Belgische gemeenten · arrondissement Verviers · provincie Luik · Wallonië